# Kanada na Zimowych Igrzyskach Olimpijskich 1932
Kanadę na Zimowych Igrzyskach Olimpijskich 1932 reprezentowało 42 zawodników. Był to trzeci start Kanady na zimowych igrzyskach olimpijskich.

## Zdobyte medale
| Medal  | Zawodnik | Dyscyplina           | Konkurencja       |
| ------ | --- | -------------------- | ----------------- |
| Złoto  | William Cockburn Victor Lindquist Hack Simpson Clifford Crowley Norman Malloy Hugh Sutherland Albert Duncanson Walter Monson Stanley Wagner George Garbutt Kenneth Moore Alston Wise Roy Henkel Romeo Rivers | Hokej na lodzie      | Turniej mężczyzn  |
| Srebro | Alexander Hurd | Łyżwiarstwo szybkie  | 1500 m mężczyzn   |
| Brąz   | Montgomery Wilson | Łyżwiarstwo figurowe | Soliści           |
| Brąz   | Alexander Hurd | Łyżwiarstwo szybkie  | 500 m mężczyzn    |
| Brąz   | William Logan | Łyżwiarstwo szybkie  | 1500 m mężczyzn   |
| Brąz   | William Logan | Łyżwiarstwo szybkie  | 5000 m mężczyzn   |
| Brąz   | Frank Stack | Łyżwiarstwo szybkie  | 10 000 m mężczyzn |

## Skład kadry

### Biegi narciarskie
Mężczyźni
| Konkurencja | Zawodnik       | Czas    | Miejsce |
| ----------- | -------------- | ------- | ------- |
| 18 km       | John Currie    | 1:49:03 | 40.     |
| 18 km       | John Taylor    | 1:48:11 | 39.     |
| 18 km       | Bud Clark      | 1:46:33 | 38.     |
| 18 km       | Harry Pangman  | 1:43:12 | 35.     |
| 50 km       | Walter Ryan    | DNF     | -       |
| 50 km       | Hubert Douglas | DNF     | -       |
| 50 km       | Kaare Engstad  | 5:19:19 | 16.     |

### Hokej na lodzie
Faza finałowa
Tabela
Lp. = lokata, M = liczba rozegranych spotkań, W = Wygrane, R = Remisy,  P = Porażki, G+ = Gole strzelone, G- = Gole stracone
| Lp. | Zespół            | M | W | R | P | G + | G - | +/- |
| --- | ----------------- | - | - | - | - | --- | --- | --- |
| 1   | Kanada            | 6 | 5 | 1 | 0 | 32  | 4   | +28 |
| 2   | Stany Zjednoczone | 6 | 4 | 1 | 1 | 27  | 5   | +22 |
| 3   | Niemcy            | 6 | 2 | 0 | 4 | 7   | 26  | -19 |
| 4   | Polska            | 6 | 0 | 0 | 6 | 3   | 34  | -31 |

Wyniki
| 4 lutego 1932 | Stany Zjednoczone | 1:2 | Kanada |  |

|  |  | (0:0,0:1,1:0,0:0,0:1) |

| 6 lutego 1932 | Kanada | 4:1 | Niemcy |  |

|  |  | (2:0,2:0,0:1) |

| 7 lutego 1932 | Kanada | 9:0 | Polska |  |

|  |  | (2:0,5:0,2:0) |

| 8 lutego 1932 | Kanada | 5:0 | Niemcy |  |

|  |  | (2:0,1:0,2:0) |

| 9 lutego 1932 | Kanada | 10:0 | Polska |  |

|  |  | (5:0,1:0,4:0) |

| 13 lutego 1932 | Stany Zjednoczone | 2:2 | Kanada |  |

|  |  | (1:1,1:0,0:1,0:0,0:0,0:0) |

### Kombinacja norweska
Mężczyźni
| Zawodnik        | Konkurencja   | Bieg    | Bieg   | Bieg    | Skoki  | Skoki  | Skoki  | Skoki   | Razem  | Razem   |
| Zawodnik        | Konkurencja   | Czas    | Punkty | Pozycja | Skok 1 | Skok 2 | Punkty | Miejsce | Punkty | Miejsce |
| --------------- | ------------- | ------- | ------ | ------- | ------ | ------ | ------ | ------- | ------ | ------- |
| Arthur Gravel   | Indywidualnie | 2:00:18 | 94.50  | 33.     | 50.5 m | 51.5 m | 184.1  | 22.     | 278.60 | 30.     |
| Howard Bagguley | Indywidualnie | 1:50:35 | 133.50 | 25.     | 51.0 m | 51.5 m | 185.2  | 21.     | 318.70 | 24.     |
| Ross Wilson     | Indywidualnie | 1:43:55 | 162.00 | 21.     | 40.0 m | 36.0 m | 90.8   | 32.     | 252.80 | 31.     |
| Jostein Nordmoe | Indywidualnie | 1:42:56 | 165.96 | 18.     | 53.0 m | 52.5 m | 201.6  | 9.      | 367.56 | 10.     |

### Łyżwiarstwo figurowe
Mężczyźni
| Zawodnik          | Konkurencja | Punkty | Miejsce |
| ----------------- | ----------- | ------ | ------- |
| Montgomery Wilson | Soliści     | 2448.3 |         |

Kobiety
| Zawodniczki             | Konkurencja | Punkty | Miejsce |
| ----------------------- | ----------- | ------ | ------- |
| Mary Littlejohn         | Solistki    | 1711.6 | 15.     |
| Elizabeth Fisher        | Solistki    | 1801.0 | 13.     |
| Constance Wilson-Samuel | Solistki    | 2129.5 | 5.      |

Pary
| Zawodnicy                                 | Konkurencja | Punkty | Miejsce |
| ----------------------------------------- | ----------- | ------ | ------- |
| Frances Claudet Chauncey Bangs            | Pary        | 68.9   | 6.      |
| Constance Wilson-Samuel Montgomery Wilson | Pary        | 69.6   | 5.      |

### Łyżwiarstwo szybkie
Mężczyźni
| Konkurencja | Zawodnik          | Kwalifikacje | Kwalifikacje | Finał | Finał   |
| Konkurencja | Zawodnik          | Czas         | Miejsce      | Czas  | Miejsce |
| ----------- | ----------------- | ------------ | ------------ | ----- | ------- |
| 500 m       | Frank Stack       | 44.3         | 1. Q         | ?     | 4.      |
| 500 m       | Leopold Sylvestre | ?            | 5.           | NQ    | NQ      |
| 500 m       | William Logan     | ?            | 2. Q         | ?     | 5.      |
| 500 m       | Alexander Hurd    | 44.9         | 1. Q         | ?     |         |
| 1500 m      | Frank Stack       | ?            | 2. Q         | ?     | 4.      |
| 1500 m      | Herb Flack        | ?            | 4.           | NQ    | NQ      |
| 1500 m      | William Logan     | ?            | 2. Q         | ?     |         |
| 1500 m      | Alexander Hurd    | ?            | 2. Q         | ?     |         |
| 5000 m      | Alexander Hurd    | DNF          | -            | NQ    | NQ      |
| 5000 m      | Harry Smyth       | ?            | 4. Q         | ?     | 8.      |
| 5000 m      | Frank Stack       | ?            | 4. Q         | ?     | 7.      |
| 5000 m      | William Logan     | ?            | 3. Q         | ?     |         |
| 10 000 m    | Marion McCarthy   | DNF          | -            | NQ    | NQ      |
| 10 000 m    | Alexander Hurd    | 17:56.2      | 1. Q         | ?     | 7.      |
| 10 000 m    | William Logan     | ?            | 5.           | NQ    | NQ      |
| 10 000 m    | Frank Stack       | ?            | 2. Q         | ?     |         |

### Skoki narciarskie
Mężczyźni
| Zawodnik       | Konkurencja        | Skok 1    | Skok 1 | Skok 1  | Skok 1    | Skok 1 | Skok 1  | Razem  | Razem   |
| Zawodnik       | Konkurencja        | Odległość | Punkty | Pozycja | Odległość | Punkty | Pozycja | Punkty | Miejsce |
| -------------- | ------------------ | --------- | ------ | ------- | --------- | ------ | ------- | ------ | ------- |
| Arthur Gravel  | Indywidualnie K-61 | 61.5 m    | 30.0   | 33.     | 49.0 m    | 85.5   | 26.     | 115.5  | 29.     |
| Leslie Gagne   | Indywidualnie K-61 | 45.0 m    | 82.5   | 26.     | 44.5 m    | 28.0   | 31.     | 110.5  | 30.     |
| Jacques Landry | Indywidualnie K-61 | 52.5 m    | 91.7   | 21.     | 54.0 m    | 95.1   | 19.     | 186.8  | 20.     |
| Bob Lymburne   | Indywidualnie K-61 | 58.0 m    | 98.6   | 13.     | 51.0 m    | 93.5   | 22.     | 192.1  | 19.     |